# Zákeřnice červená
Zákeřnice červená (Rhynocoris iracundus) je dravý hmyz patřící do čeledi zákeřnicovitých.

## Popis
Zákeřnice červená je nápadně zbarvená, základní barva těla je červená s černými skvrnami. Má protáhlou hlavu se silně vyvinutým bodavým sosákem. Celé tělo je drobně ochlupené. Dosahuje velikosti 14–17 mm.

## Rozšíření
Areál výskytu se rozprostírá od Středomoří přes střední Evropu dále na východ přes střední Asii až po Čínu. Severozápadní hranice výskytu probíhá přes Německo. Na území ČR je druh poměrně hojný především v nížinách a pahorkatinách.

## Biologie
Zákeřnice žije na výhřevných stepních a lesostepních stanovištích. Dospělci se vyskytují od května do srpna. Nymfy žijí na povrchu země, zatímco dospělci se pohybují mezi stébly travin a na květech rostlin, kde čekají na oběť. Živí se rozličným hmyzem, jenž je usmrcen jedem a následně vysát sosákem. Zimu přežívá stádium nymfy.
Případné bodnutí je bolestivé i pro člověka.